# Dygra Films
Dygra Films — испанская анимационная студия, основанная Мануэлем Гомесом Сантосом в 1987 году, была расположена в городе Ла-Корунье, работала с 1987 по 2012 год. Известна мультфильмом «Живой лес». Логотипом студии была собака в кольце, похожая на льва «Metro-Goldwyn-Mayer».

## История
Киностудия Dygra Films была основана Мануэлем Гомесом Сантосом в городе Ла-Корунья, в 1987 году. В 1991 году они создали первые интерактивные сенсорные экраны. В 1995 году они разработали первые веб-сайты «Unión Fenosa» и «TVG», а в 1996 году создали один из первых игровых симуляторов «Bicho». Они также создали прототип “Santi” (перкуссионист «Googlemaps»).
В 2001 году студия выпустила мультфильм «Живой лес», который стал блокбастером в Испании и получил две премии «Гойя». Фильм также стал первым полнометражным анимационным 3D-фильмом в истории европейского кинематографа с использованием CGI-анимации.
Они также выпустили короткометражные фильмы с компьютерной анимацией "Taxia" и трилогию фильмов «Mosquis» для «Manos Unidas», благотворительной организации в Испании.
Позже студия выпустила разные короткометражки, также вышел мультфильм «Сон в летнюю ночь» в 2005 году по мотивам комедии Уильяма Шекспира, который газета El Mundo назвала «самым масштабным анимационным фильмом в истории испанского кино».
В 2008 году студия выпустила продолжение мультфильма «Живой лес» — «Дух живого леса». В декабре 2010 года студия планировала выпустить новогодний мультфильм «Рождественская ночь», однако из-за кризиса 2008 года, студия не смогла найти финансирование и не смогла его выпустить, даже не смотря на наличие контракта с The Weinstein Company. В январе 2012 года было объявление о закрытии студии из-за различных проблем после претензий со стороны низкооплачиваемых аниматоров.

## Полнометражные мультфильмы

### Вышедшие проекты
- Живой лес (исп. El Bosque Animado) — (3 августа 2001)
- Сон в летнюю ночь (исп. El Sueno de una noche de San Juan) — (1 июля 2005)
- Дух живого леса (исп. Espiritu del Bosque) — (12 сентября 2008) — Продолжение мультфильма «Живой лес».

### Запланированные, но не выпущенные
- Рождественская ночь — (декабрь 2010)
- Золотой Осёл — (2011)
- В поисках Онирии — (2012)